# Rudi Pawelka
Rudolf Pawelka (* 24. März 1940 in Breslau) ist ein deutscher Politiker (CDU). Er war von 2000 bis 2013 Nachfolger von Herbert Hupka als Bundesvorsitzender der Landsmannschaft Schlesien. Am 5. Oktober 2013 wurde er auf einer außerordentlichen Bundesdelegiertenversammlung in Düsseldorf als Bundesvorsitzender abgewählt.
Er war Sprecher des Arbeitskreises Deutsche Zwangsarbeiter (AKDZ) und war bis 2013 Mitglied im Stiftungsrat des Schlesischen Museums zu Görlitz.
Pawelka ist Leitender Polizeidirektor a. D. Er war Anfang der 1970er-Jahre Zweiter Bundesvorsitzender der damaligen CSU-Freundeskreise und ist seit 1971 Mitglied der CDU. Pawelka war von 1975 bis 1990 Vorsitzender der CDU-Ortsverbandes Leverkusen-Rheindorf. Von 1990 bis 1994 und von 2004 bis 2009 war er Ratsherr in Leverkusen. Pawelka kandidierte 2009 erfolglos für den Rat der Stadt.
Von 2001 bis 2005 war Pawelka Vorstandsvorsitzender und zuletzt Aufsichtsratsvorsitzender der Preußischen Treuhand.
Pawelka hielt mehrmals Reden, die als „antipolnisch“ empfunden wurden. Entwürfe einer von ihm auf dem Deutschlandtreffen des Vertriebenenverbandes 2013 gehaltenen Rede hatten bereits im Vorfeld für Unmut gesorgt, so dass der niedersächsische Innenminister Boris Pistorius (SPD) und der Landtagspräsident Bernd Busemann (CDU) bereits zwei Tage zuvor ihre Teilnahme abgesagt hatten. Sie begründeten dies mit Inhalten im Redemanuskript, die sie allerdings nicht näher zitierten. Zudem trat der Präsident der Bundesdelegiertenversammlung Michael Pietsch (CDU) zurück. Pawelka selber äußerte, dass er nicht verstehen könne, was an seiner Rede zu beanstanden sei. Er habe in der umstrittenen Rede eine Entschuldigung von Polen und Tschechien für die Vertreibung gefordert und eine „einseitig[e] Versöhnung“ kritisiert. Außerdem habe er wiederholt von einem „Willen der Versöhnung“ gesprochen, bezeichnete es jedoch als „eine Lüge, Schlesien als wiedergewonnene Gebiete“ zu bezeichnen und zitierte dabei den früheren US-Präsident George W. Bush, der die Vertreibung der Deutschen „die größte kulturelle Ausrottung der Weltgeschichte“ genannt habe.
Pawelka ist verwitwet und hat einen Sohn und zwei Töchter. Seit 1961 lebt er in Leverkusen.